# Tipula (Savtshenkia) antricola
Tipula (Savtshenkia) antricola is een tweevleugelige uit de familie langpootmuggen (Tipulidae). De soort komt voor in het Afrotropisch gebied.